# Before the Flood (Film)
Before the Flood ist ein US-amerikanischer Dokumentarfilm von Fisher Stevens nach einem Drehbuch von Mark Monroe, der am 9. September 2016 im Rahmen des Toronto International Film Festivals seine Premiere feierte. Im Film äußern sich prominente Führer und Politiker, mit denen sich der Schauspieler Leonardo DiCaprio trifft, zu den Folgen des Klimawandels. Hierzu gehören der damalige Generalsekretär der Vereinten Nationen Ban Ki-moon, der ehemalige US-Präsident Bill Clinton und der seinerzeit amtierende US-Präsident Barack Obama, sein Außenminister John Kerry, aber auch Papst Franziskus. Am 3. Oktober 2016 wurde der Film beim South by South Lawn im Weißen Haus erstmals in den USA gezeigt und am 9. Oktober 2016 im Rahmen des Hamptons International Film Festivals vorgestellt.

## Handlung

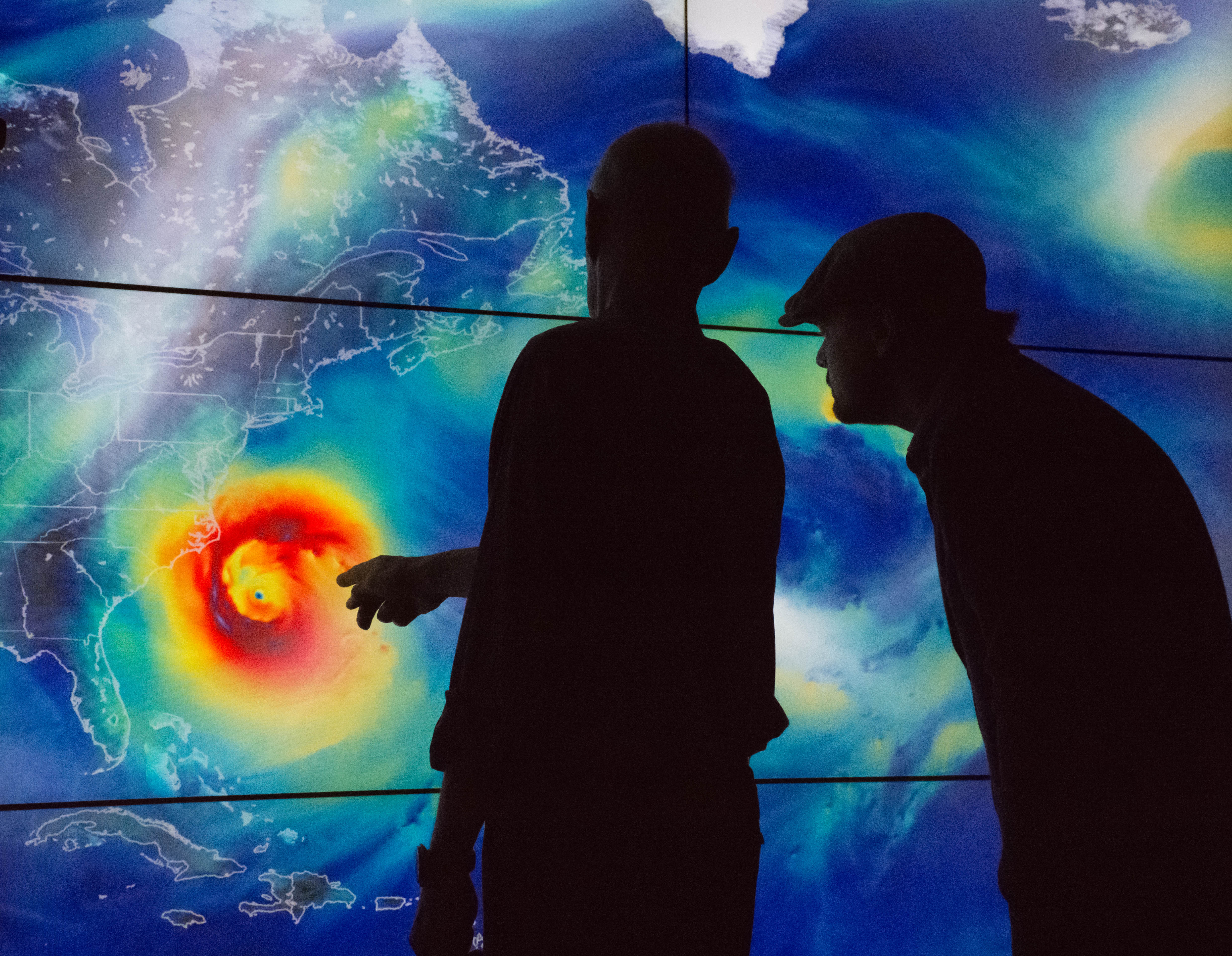
DiCaprio lässt sich von Piers Sellers Modelle der NASA zeigen

Zu Beginn des Films ist lediglich Leonardo DiCaprio als Erzähler zu hören, wie er detailliert Hieronymus Boschs Triptychon Der Garten der Lüste beschreibt, das für den Film von großer Bedeutung ist.
Der Film wirft im weiteren Verlauf einen Blick darauf, welche Auswirkungen der Klimawandel auf die Umwelt hat und was die Gesellschaft tun kann, vom Aussterben bedrohte Tierarten zu erhalten, aber auch die Ökosysteme und die Gemeinschaften von Urvölkern auf dem ganzen Planeten. DiCaprio ist im Film in fast jeder Szene zu sehen. Er kommt darin mit einigen der weltweit führenden Wissenschaftlern und einflussreichen Führern und Politikern der Welt zusammen, um mit ihnen darüber zu sprechen, was gegen den Klimawandel getan werden könnte.
Zu Wort kommen der Generalsekretär der Vereinten Nationen Ban Ki-moon, der ehemalige US-Präsident Bill Clinton, sein späterer Amtskollege Barack Obama und dessen Außenminister John Kerry, aber auch Papst Franziskus. DiCaprio spricht hierbei auch über den Einfluss der Unternehmen auf die Politik, dabei mit einem Wirtschaftswissenschaftler der Harvard University. Er reist im Film um die Welt, um zu erfahren, wie andere Länder wie China und Indien mit dem Klimawandel umgehen, und um Informationen aus erster Hand über dessen Auswirkungen zu bekommen.
Der Film zeigt, wie die grönländische Eisschmelze eine Farbänderung der Region bewirkt, wodurch diese die Sonne nicht mehr reflektiert, sondern diese absorbiert, und so von einem Reflektor zu einem Wärmespeicher wird. DiCaprio macht am Polarkreis einen Spaziergang auf dem Eis. Hiernach wird das weit entfernte Miami Beach in Florida besucht, wo man versucht, durch eine Erhöhung der Straßen gegen die Folgen eines ansteigenden Meeresspiegels anzukämpfen. Bei der NASA lässt sich DiCaprio von Piers Sellers Modelle zu Meeresströmungen zeigen. Des Weiteren besucht DiCaprio Ölsand-Vorkommen in Kanada und die Regenwälder Sumatras, die aufgrund der Rodung für den Anbau von Ölpalmen, die in der Nahrungs- und Kosmetikindustrie verwendet werden, vor ihrer Zerstörung stehen.

## Produktion

### Stab und Besetzung
Die Regie übernahm Fisher Stevens, der 2010 für die Produktion des Dokumentarfilms Die Bucht mit einem Oscar ausgezeichnet wurde. Das Drehbuch stammt von Mark Monroe.
Leonardo DiCaprio, der am 16. September 2014 von Ban Ki-moon zum Friedensbotschafter für Klimaschutz der Vereinten Nationen ernannt wurde und wenige Tage später in dieser Funktion seine erste Rede auf dem Klimagipfel hielt, spricht im Film mit Politikern, Wissenschaftlern, Unternehmern und weiteren Personen, denen das Thema Klimaschutz genauso wichtig ist, wie ihm selbst. So hatte Papst Franziskus nach seinem Amtsantritt im Jahr 2013 eine Umweltenzyklika angekündigt, die 2015 verlautbart wurde und sich schwerpunktmäßig mit dem Themenbereich Umwelt- und Klimaschutz befasst. Ban Ki-moon, der Generalsekretär der Vereinten Nationen, hatte das Paris-Abkommen zum globalen Klimaschutz vorangetrieben. Barack Obama forderte in den letzten Monaten seiner Amtszeit die striktesten Klimaschutzregeln, die es in den USA je gegeben hat, jedoch stoppten oberste US-Richter Obamas Klimaschutz-Pläne. Sein Außenminister John Kerry hat im Rahmen der UN-Klimakonferenz die Verantwortung der Industrieländer für den Klimawandel anerkannt, allen voran die der USA. Obamas ehemaliger Amtskollege, der frühere US-Präsident Bill Clinton, hatte 1998 das Kyoto-Protokoll unterschrieben, doch der Klimaskeptiker George W. Bush zog die Unterschrift wieder zurück. Der Meteorologe und Astronaut der NASA Piers Sellers ist ein ausgewiesener Experte in Fragen des Klimawandels und der globalen Erwärmung. Des Weiteren sprach DiCaprio mit der Leiterin des indischen Centre for Science and Environment Sunita Narain, dem Meeresökologen Enric Sala von der National Geographic Society und mit Elon Musk, dem Chairman von SolarCity.

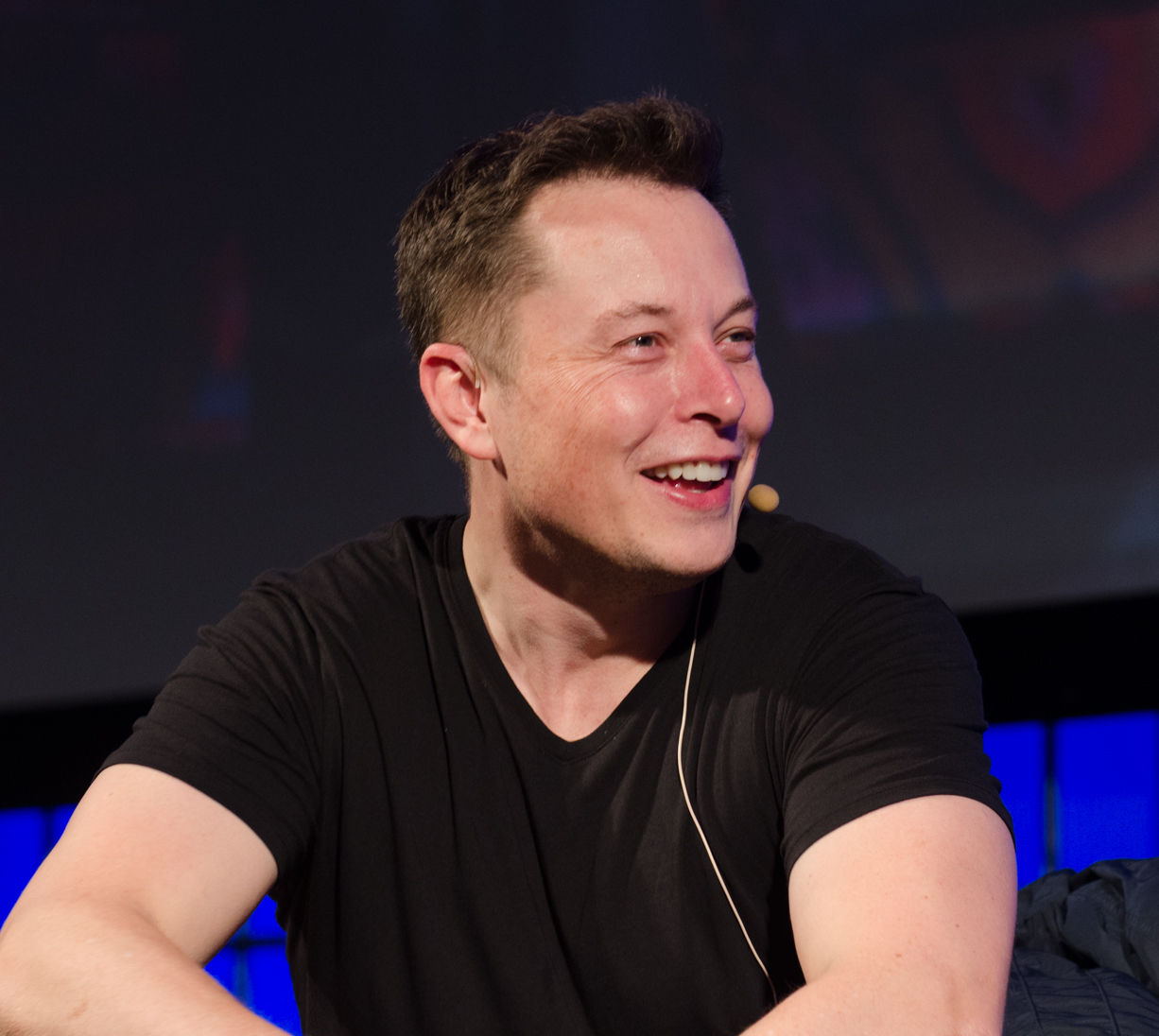
Elon Musk
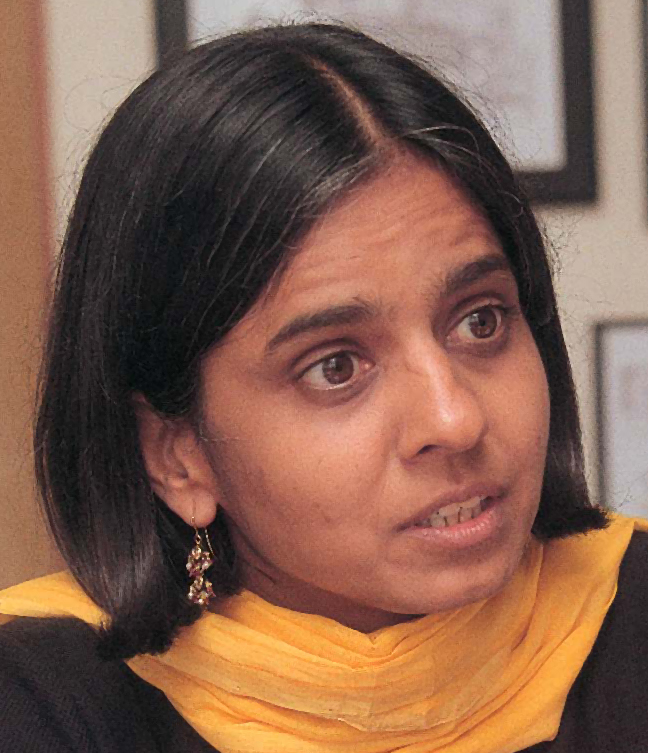
Sunita Narain
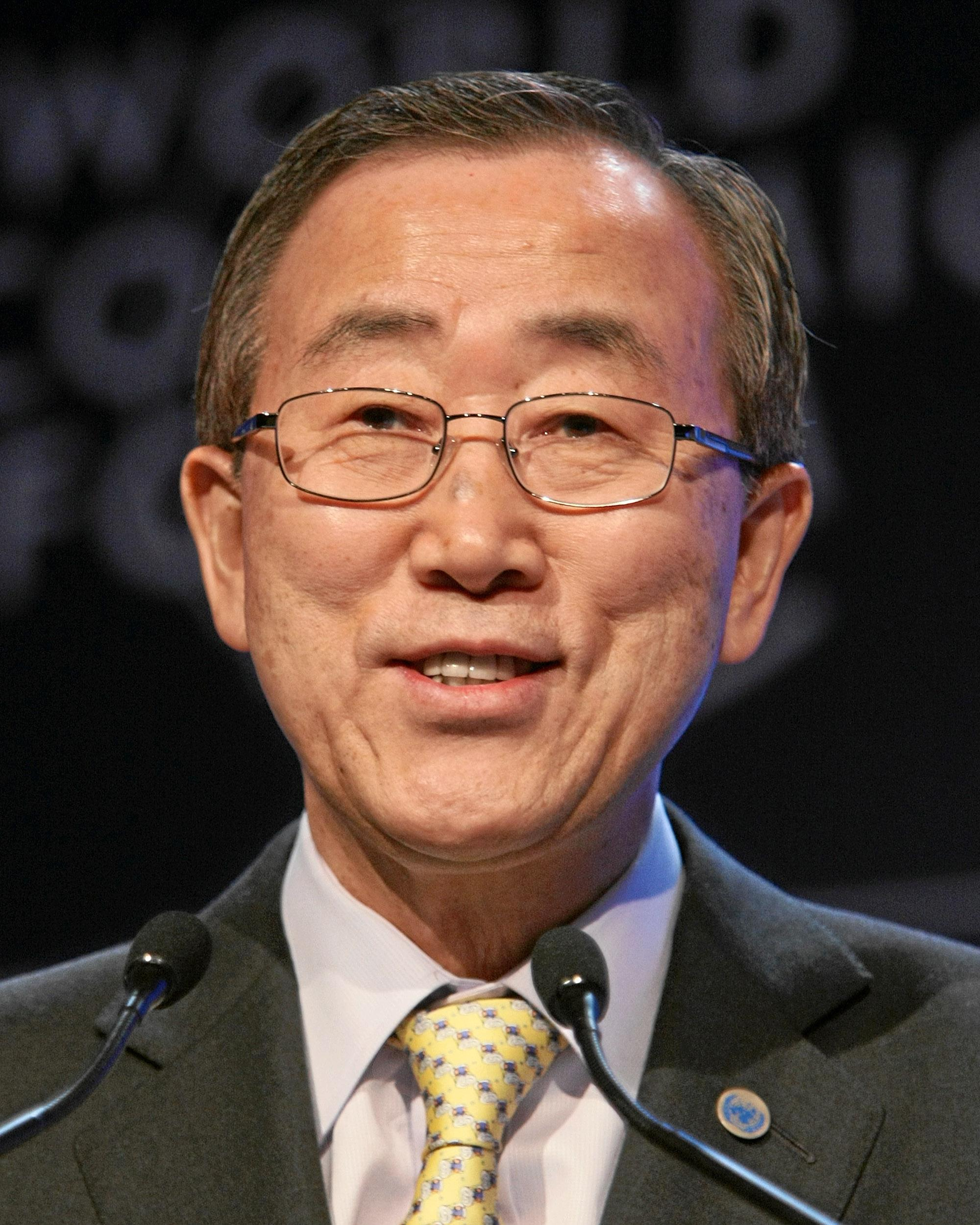
Ban Ki-moon
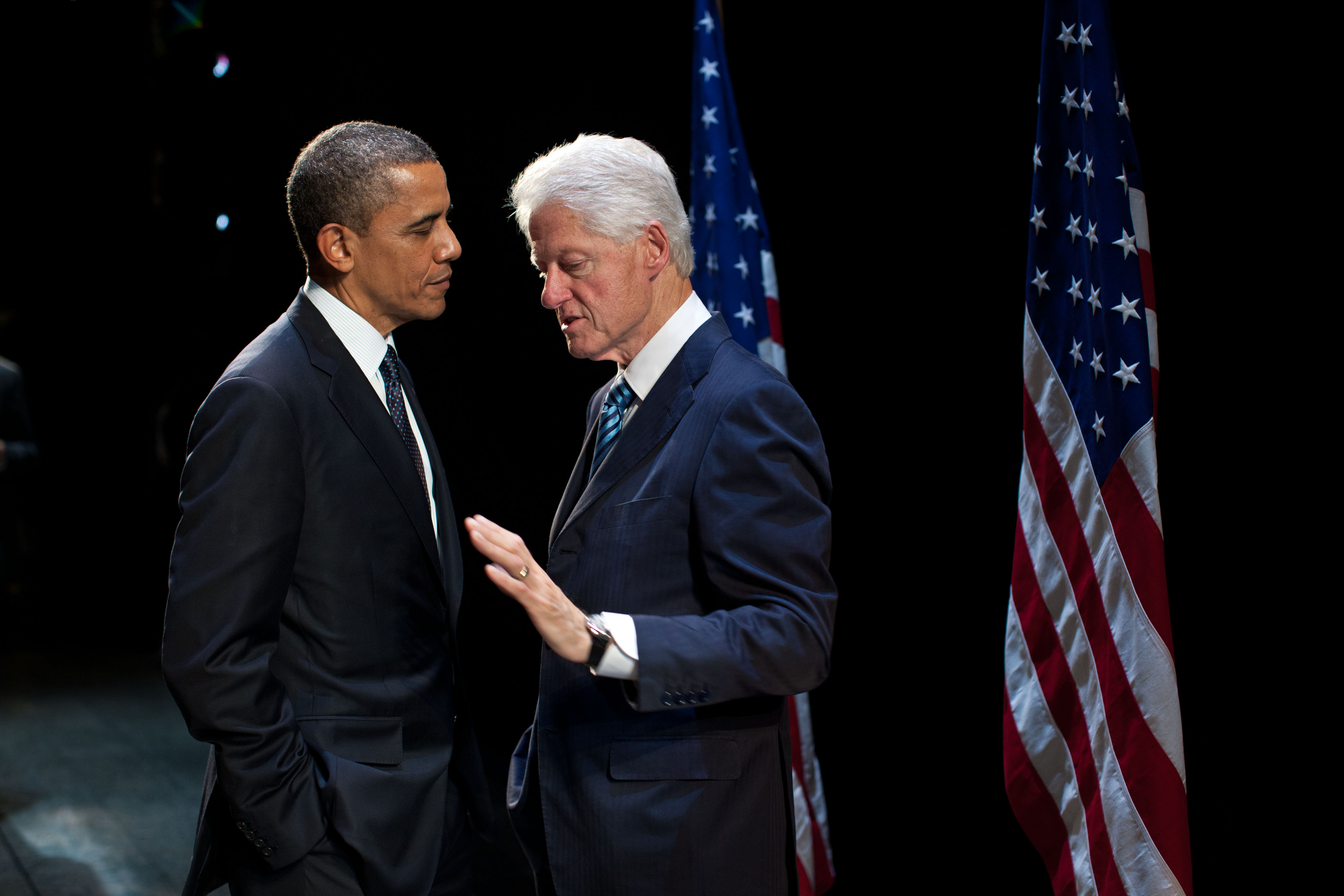
Barack Obama und Bill Clinton
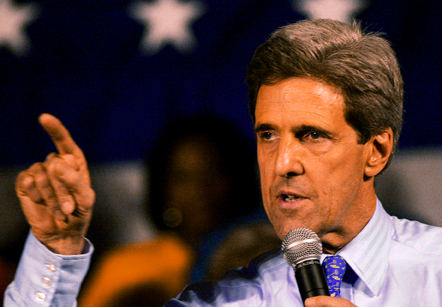
John Kerry
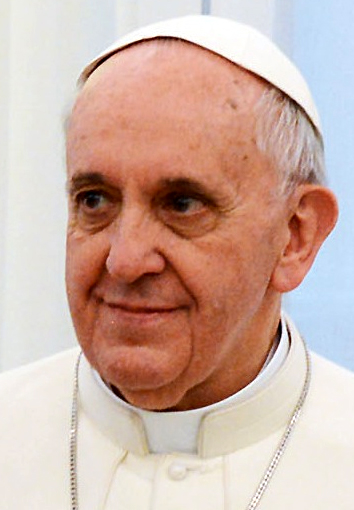
Papst Franziskus

### Dreharbeiten
Im Rahmen der Dreharbeiten entstanden während einer Fahrt mit einem Motorschlitten an der Küste Grönlands Aufnahmen der schmelzenden Gletscher und von Eisbergen, von denen große Stücke abbrechen. Weitere Aufnahmen erfolgten während Überflügen über die arktischen Gebiete Kanadas und über die dortige Tundra. Des Weiteren fanden Luftaufnahmen der teilweise schwelenden Regenwälder Indonesiens statt, und es erfolgte eine Begehung eines Naturparks auf der dortigen Insel Sumatra. Auf der Insel Palau im Pazifischen Ozean wurden Narwale gefilmt und mit diesen schwimmende Kinder. In Indien erfolgten Aufnahmen auf einem von Überschwemmungen verwüsteten Feld, auf dem Bauern Zwiebeln angebaut hatten. Im Vatikan überreichte DiCaprio Papst Franziskus ein Buch über das Eingangs des Films beschriebene Triptychon von Hieronymus Bosch. In den USA selbst besuchte DiCaprio den US-Präsidenten Barack Obama im Weißen Haus. In Nevada erfolgte ein gemeinsamer Besuch der Tesla Gigafactory 1 mit Elon Musk. Weitere Aufnahmen entstanden in der Küstenstadt Miami.

### Filmmusik
Die Filmmusik entstand in einem Gemeinschaftsprojekt von mehreren renommierten, internationalen Künstlern, die alle bereits zuvor mit ihrer Arbeit bekannt und hierfür vielfach ausgezeichnet wurden. Zu den Künstlern gehörten der US-amerikanische Musiker Trent Reznor und der englische Musiker Atticus Ross, die gemeinsam die Band How to Destroy Angels gegründet und davor auch bei dem Musikprojekt Nine Inch Nails zusammengearbeitet hatten, wobei unter anderem das Konzeptalbum Year Zero entstand, das eine dystopische Gesellschaft im Jahr 2022 ausmalt. Zu dem Film The Social Network von David Fincher komponierten Reznor und Ross den Soundtrack, wofür sie unter anderem In der Halle des Bergkönigs von Edvard Grieg neu arrangierten. Für diese Arbeit wurden sie 2011 unter anderem mit einem Oscar und dem Golden Globe Award ausgezeichnet. Die Filmmusik von Reznor und Ross für Gone Girl – Das perfekte Opfer aus dem Jahr 2014 wurde ebenfalls im Rahmen der Golden Globes nominiert.
Des Weiteren war die britische Postrock-Band Mogwai beteiligt, die zuletzt den Soundtrack für Mark Cousins’ Dokumentarfilm Atomic: Living in Dread and Promise geschrieben hatte, ebenso der argentinische Komponist Gustavo Santaolalla, der als Pionier des Rock en Español gilt, einer Musikrichtung, bei der Rock und lateinamerikanische Rhythmen verschmelzen und der im Jahr 2005 vom Time Magazine unter die 25 einflussreichsten Lateinamerikaner in den USA gewählt wurde. 2006 gewann Santaolalla für die von ihm geschaffene, am Country orientierte Filmmusik zu Brokeback Mountain von Ang Lee und 2007 für die Filmmusik für Babel von Alejandro González Iñárritu jeweils den Oscar als bester Filmkomponist.
In einem ersten Schritt arbeiteten die Künstler unabhängig voneinander und ließen sich hierbei von ihrem Gefühl und ihrem Instinkt leiten. Die so entstandenen unfertigen Titel tauschten sie in einem nächsten Schritt zur Überarbeitung aus, ließen sie einander erweitern, neu aufbereiten und neu interpretieren, wenn sie es für nötig oder sinnvoll hielten. Der Soundtrack zu Before the Flood, der in diesem Gemeinschaftsprojekt entstanden war, umfasst 18 Lieder und wurde am 21. Oktober 2016 veröffentlicht. Vorab veröffentlichte Reznor am 7. Oktober 2016 den Song A Minute to Breathe. Nach eigenen Aussagen sang Reznor das Lied in einer Stimmlage, in der er noch nie zuvor gesungen hatte. Im Dezember 2016 wurde das Lied als Anwärter bei der Oscarverleihung 2017 in der Kategorie Bester Filmsong in die Kandidatenliste (Longlist) aufgenommen, aus denen die Mitglieder der Akademie die offiziellen Nominierungen bestimmen werden.

### Marketing und Veröffentlichung
Am 9. September 2016 feierte der Film im Rahmen des Toronto International Film Festivals seine Premiere. Ende September 2016 wurde ein erster Trailer zum Film veröffentlicht.
Am 3. Oktober 2016 wurde der Film beim South by South Lawn im Weißen Haus erstmals in den USA gezeigt. Vor der dortigen Premiere gab es eine Diskussionsrunde mit DiCaprio und Obama. bei der er den US-Präsidenten für seinen Einsatz lobte, der mehr dafür getan habe, Lösungen für die Klimakrise zu finden, als irgendjemand anderes in der Geschichte. Es war DiCaprio wichtig gewesen, dass der Film vor den US-amerikanischen Präsidentschaftswahlen im November 2016 erscheint, und er meinte: „Wer nicht an den Klimawandel glaubt, glaubt nicht an Fakten, an die Wissenschaft oder an empirische Wahrheiten und sollte deshalb meiner Meinung nach kein öffentliches Amt bekleiden dürfen.“ Damit spielte er auf den republikanischen US-Präsidentschaftskandidaten Donald Trump an, der den Klimawandel in der Vergangenheit mehrfach als Erfindung bezeichnet hatte. Die gesamte Diskussion wurde aufgezeichnet und am selben Tag von DiCaprio bei Facebook gepostet.
Es war nach Aussage des Regisseurs Fisher Stevens seine Absicht, den Leugnern des Klimawandels aus dem US-amerikanischen Kongress und auch der Bevölkerung, die Wichtigkeit des Pariser Klimaabkommens verständlich zu machen. Am 4. Oktober 2016, dem Tag nach der Premiere des Films im Weißen Haus, stimmte das Europäische Parlament dem Rahmenübereinkommen der Vereinten Nationen über Klimaänderungen (Welt-Klimavertrag) zu, das im Dezember 2015 von der internationalen Staatengemeinschaft beim UN-Gipfel in Paris beschlossen wurde. Ab 7. November 2016 wird die UN-Klimakonferenz in Marrakesch stattfinden.
Am 9. Oktober 2016 wurde der Film im Rahmen des Hamptons International Film Festivals vorgestellt, am 14. Oktober 2016 beim London Film Festival. Am 21. Oktober 2016 kam der Film offiziell in die US-amerikanischen Kinos. Insgesamt soll der Film in 171 Ländern und in 45 Sprachen ausgestrahlt werden. Am 30. Oktober 2016 wurde der Film im National Geographic Channel erstmals in Deutschland gezeigt. Zeitgleich veröffentlichte National Geographic den Film bei Hulu, Facebook, Twitter, iTunes und Youtube.

## Rezeption

### Kritiken
Der Film konnte 75 Prozent der 32 Kritiker bei Rotten Tomatoes überzeugen.
Adam Chitwood von Collider meint, der Film sei ähnlich einer Studie aufgebaut und zeige, was gerade in der Welt passiert, in der wir Leben, was mit dieser in Zukunft passieren könnte und was man tun kann, den schlimmsten denkbaren Ausgang zu verhindern. Chitwood hebt die hochkarätigen Interviews hervor und vergleicht den Film mit Eine unbequeme Wahrheit. Auf die schlimmste Folge des Klimawandels und der damit verbundenen Erderwärmung nimmt der Film bereits im Titel Bezug, der auf die Sintflut anspielt. Als Before the Flood oder auch Antediluvian wird in der Englischen Sprache in der christlichen und jüdischen Theologie der Zeitraum der Menschheitsgeschichte vor der Sintflut bezeichnet, meint also die vorsintflutliche Zeit. Neben den biblischen Bezugnahmen erinnert John DeFore von The Hollywood Reporter in seiner Kritik zudem nochmals an das zu Beginn des Films verwendete Beschreibung des Triptychons Der Garten der Lüste von Hieronymus Bosch, die er auch in Mark Monroes Drehbuch wiederfindet, der diese als Rahmen für die Darstellung des rücksichtslosen Umgangs der Menschheit mit den Ressourcen nutzt.

### Auszeichnungen
Evening Standard British Film Awards 2017
- Auszeichnung als Bester Dokumentarfilm[38]

Hollywood Film Awards 2016
- Auszeichnung mit dem Hollywood Documentary Award (Leonardo DiCaprio und Fisher Stevens)[39][40]

Hollywood Music In Media Awards 2016
- Nominierung als Beste Filmmusik – Dokumentationsfilm (Trent Reznor, Atticus Ross, Gustavo Santaolalla, Mogwai)
- Auszeichnung als Bester Song – Dokumentationsfilm (A Minute to Breathe von Trent Reznor und Atticus Ross)[41][42]

Toronto International Film Festival 2016
- Auszeichnung als Drittplatzierter mit dem People’s Choice Award – Dokumentarfilme (Fisher Stevens)